# Oroqen Zizhiqi (häradshuvudort)
Oroqen Zizhiqi är en häradshuvudort i Kina. Den ligger i den autonoma regionen Inre Mongoliet, i den norra delen av landet, omkring 1 400 kilometer nordost om regionhuvudstaden Hohhot.
Runt Oroqen Zizhiqi är det mycket glesbefolkat, med 4 invånare per kvadratkilometer. Det finns inga andra samhällen i närheten. Runt Oroqen Zizhiqi är det i huvudsak tätbebyggt.